# Vörös Imre (jogász)
Vörös Imre (Budapest, 1944. október 20. –) magyar jogtudós, egyetemi tanár, a Magyar Tudományos Akadémia rendes tagja. Kutatási területe a versenyjog, a nemzetközi gazdasági jog, ezen belül is a kollíziós jog. Munkássága jelentős a rendszerváltást követő gazdasági és versenyjogi rendszer tudományos megalapozásában. 2002-től nyugdíjazásáig az MTA Jogtudományi Intézetének tudományos igazgatóhelyettese. 1990 és 1998 között az Alkotmánybíróság tagja.

## Életpályája
Tisztviselő szülők gyermekeként született Budapesten, nagybátyjai között magas rangú katonatisztek is voltak, emiatt középiskolai tanulmányait egy gépipari technikumban végezte. 1963-ban kezdte meg egyetemi tanulmányait az Eötvös Loránd Tudományegyetem Állam- és Jogtudományi Karán, ahol 1968-ban szerzett állam- és jogtudományi doktorátust. 
Egyetemi évei alatt Eörsi Gyula volt rá nagy hatással. Diplomájának megszerzése után egy külkereskedelmi vállalatnál kezdett el dolgozni jogi előadóként. 
1969-ben, Eörsi hívására, a Magyar Tudományos Akadémia Állam- és Jogtudományi Intézetébe (JTI) került, ahol a nemzetközi magánjogi csoport munkatársa, tíz évvel később pedig tudományos főmunkatársa lett, közben Strasbourgban és Leydenben tanult ösztöndíjjal. 1984-ben intézeti munkájával párhuzamosan a frissen induló miskolci jogászképzésben vállalt szerepet: a Nehézipari Műszaki Egyetem (ma: Miskolci Egyetem) nemzetközi magánjogi tanszékének docense lett. 1986 és 1988 között Freiburg im Breisgauban Humboldt-ösztöndíjjal folytatott kutatómunkát. 
1990-ben vehette át egyetemi tanári kinevezését, ekkor távozott a JTI-ből. 1994 és 1998 között a tanszék vezetője volt. 1998-ban átment a győri Széchenyi István Főiskolára (azóta egyetem), ahol kezdetben tudományos főmunkatársként dolgozott, 1999-ben egyetemi tanári kinevezést kapott, 2000-ben pedig a nemzetközi magánjogi tanszék vezetője lett. 1992 és 1999 között a Közép-európai Egyetem vendégprofesszora volt. 2002-ben pedig a Károli Gáspár Református Egyetem Állam- és Jogtudományi Karának egyetemi tanára, 2003-ban pedig a nemzetközi magánjogi tanszék vezetője lett. 2008-ban vette át a kar doktori iskolájának vezetését. Ezzel párhuzamosan 2002-ben visszatért az MTA JTI-be, ahol tudományos főigazgató-helyettessé nevezték ki. 
2013-ban nyugdíjba vonult.
1979-ben védte meg az állam- és jogtudományok kandidátusi, 1989-ben pedig akadémiai doktori értekezését. Tagja lett az MTA Állam- és Jogtudományi Bizottságának, emellett 1984 és 1998 között a Miskolci Akadémiai Bizottság tagja is volt. 2010-ben a Magyar Tudományos Akadémia levelező, 2016-ban pedig rendes tagjává választották. Akadémiai tisztségein túl 2001-ben bekerült a Szellemi Tulajdonvédelmi Tanácsba, 2002-ben pedig a Magyar Iparjogvédelmi Egyesület elnökévé választották. 1998 és 2004 között az Európai Jogakadémia elnökségének volt tagja. 1972-től a Jogtudományi Közlöny című jogi folyóirat egyik szerkesztője. 
A rendszerváltás utáni közéletben is aktív szerepet vállalt: 1989-ben az egyik szerkesztője volt az első versenyjogi törvénynek, amely többek között létrehozta a Gazdasági Versenyhivatalt. 1990-ben az első alkotmánybíróvá választott jogtudósok egyike volt. Jelölését mindegyik párt támogatta. Alkotmánybírósági időszaka alatt részt vett a rendszerváltás számos törvényének alkotmányos felülvizsgálatában, összesen húsz alkalommal írt párhuzamos indokolást vagy különvéleményt. 1999-ig volt a testület tagja. 
Ezt követően a Magyar Kereskedelmi és Iparkamara mellett működő választottbíróság bírája lett, 2008-ban a bíróság egyik elnökségi tagjává választották. 2004-től pedig a Pénz- és Tőkepiaci Állandó Választottbíróság elnökségi tagja. Ezenkívül 1990-től a Keresztény Iskolatestvérek szerzetes tanítórend világi ügyvivője.

## Kritikák
2021-ben három másik jogásszal együtt (Fleck Zoltán, Bárándy Péter, Lengyel László), amellett érvelt egy a Népszavában megjelent röpiratban, hogy a 2022-es választás után az esetlegesen hatalomra jutó ellenzéknek akár feles többséggel is ki kell mondania a fennálló Alaptörvény semmisségét.

## Díjai, elismerései
- Osztrák Köztársaság Nagy Ezüst Érdemrendje (1994)
- A Magyar Köztársasági Érdemrend középkeresztje a csillaggal (1999)
- Akadémiai Díj (2007)
- Hazám-díj (2022)[2]

## Főbb publikációi
- A külkereskedelmi és a belföldi vállalatok szerződései (társszerző, 1977)
- A szocialista piaci magatartás joga – versenyjog szerződései (1981)
- Beruházások versenytárgyalás útján (1984)
- Verseny, kartell, ár (1991)
- A tulajdonhoz való jog (1994)
- Nemzetközi kooperációs szerződések (1995)
- Az európai versenyjogok kézikönyve (1996)
- Nemzetközi kollíziós magánjog (társszerző, első kiadás 1997)
- Dixi et salvavi – különvélemények (2000)
- A nemzetközi gazdasági kapcsolatok joga I–III. (2004)
- Az EU-elnökség (szerk., 2010)
- Csoportkép Laokoónnal. A magyar jogrendszer és az alkotmánybíráskodás vívódása az európai joggal (2012)
- A történeti alkotmány az Alkotmánybíróság gyakorlatában. Székfoglaló előadások a Magyar Tudományos Akadémián (2016)
- Államcsínytevők. Közéleti írások, interjúk; Noran Libro, Budapest, 2021